# 今野千聡
今野 千聡（こんの ちさと、3月30日 - ）は、日本の女性声優、歌手。ハイブシックス所属。山形県出身。

## 人物
中学生の頃好きな人と話をするためにアニメを見始めたのがきっかけで、声優を知り目指すようになった。
好きな食べ物は干し椎茸。好きな動物はカエル。

## 出演
太字はメインキャラクター。

### テレビアニメ
- マブラヴオルタネイティヴ（2021年、築地多恵）

### Webアニメ
- イロナス（iRonas167s）（2022年、咲峰美花[3]）

### 劇場アニメ
- ダヤンとジタン（2019年、ネロイ）

### ゲーム
2018年
- 陰陽おとぎソール（鈴鹿御前）

2019年
- カルディア・ファンタジー　魔物姫たちとの冒険物語（プリンセススライム、アッカリン）

2020年
- 戦姫ストライク（泉）
- グリザイア：ファントムトリガー（ケイト）
- ロボットガールズZ ONLINE（モンちゃん）

2021年
- デスティニーチャイルド（ピロテース）

2022年
- ミコノート（ハニヤスヒメ）
- 東進ハイスクール『みんなの一問一答オンライン』（ナイチンゲール）
- GINKA（ポメラニアン）

2024年
- マブラヴ：ディメンションズ（築地多恵）
- 少女☆歌劇 レヴュースタァライト 舞台奏像劇 遙かなるエルドラド（美術チーフ、B組生徒E、マウリシオ）

### Web配信番組
- マブラヴ公式チャンネル 実況配信（2020年 - 2023年、YouTube）

## ディスコグラフィ
| 発売日     | 商品名                                   | 曲名                                                                 | 備考                                        |
| ---------- | ---------------------------------------- | -------------------------------------------------------------------- | ------------------------------------------- |
| 2021/4/30  | Argonauts Vocal Album vol.1              | オレンジ                                                             | PCゲーム『家の恋人』劇中歌                  |
| 2021/4/30  | Argonauts Vocal Album vol.1              | 透明少女                                                             | PCゲーム『空の少女 －美娼女学園１－』主題歌 |
| 2021/7/21  | 『消えた世界と月と少女』ボーカルアルバム | 願い                                                                 | 中国語版EDテーマ                            |
| 2022/6/30  | LINK CREATER PROJECT OMNIBUS Vol.1       | 泡沫の世界                                                           |                                             |
| 2022/6/30  | LINK CREATER PROJECT OMNIBUS Vol.1       | オスイチ!!夢物語                                                     |                                             |
| 2022/6/30  | covers re→creation!                      | にゃ～んて恋の歌                                                     |                                             |
| 2022/8/21  | イロナス Original Mini Album             | ミライロスペクトル Friend x Blend カラフルリング Rainbow True ColorS |                                             |
| 2024/10/27 | covers re→creation!3                     | いこう!                                                              |                                             |